# Erica junonia
Erica junonia är en ljungväxtart som beskrevs av Harry Bolus. Erica junonia ingår i släktet klockljungssläktet, och familjen ljungväxter. Utöver nominatformen finns också underarten E. j. minor.